# Ommatius allopoecius
Ommatius allopoecius là một loài ruồi trong họ Asilidae. Ommatius allopoecius được Oldroyd miêu tả năm 1972. Loài này phân bố ở miền Ấn Độ - Mã Lai.